# Академічний центр Вотської автономної області
Академі́чний центр Во́тської автоно́мної о́бласті (ВАО) — перша наукова установа Удмуртії, створена за ініціативи Т. К. Борисова та К.Герда, а також рішенням обоно у жовтня 1923 року.
Кузебай Герд створив наукову концепцію центру, на основі якої було створене Положення. В ньому вказувалось, що
|  | Вотский Академический Центр организуется при обоно Вотобласти взамен методичсекой комиссии и русского педагогіческого бюро. В компетенцию центра входят исследовательская работа по вопросам детской литературы, культуры, просвещения и краеведения; научное изучение удмуртского языка и содействие установлению единого литературного языка; выработка программно-методичсеких и практических указаний, мероприятий по реализации удмуртского язяка в школах и других советских учреждениях области; участие и содействие в научно-педагогической и методыческой работе обоно; критический разбор удмуртских книг и новых рукописей, идейное руководство изданием удмуртских книг в области и вне её; изучение края. |

Керівним органом академічного центру затверджувалось правління з 3 осіб: голова, його заступник та секретар. Робота центру здійснювалась в 3 секціях: мова та видавництво, методика, краєзнавство. Академічний центр брав на себе функції координатора, установлюючи зв'язки з науковими установами та окремими науковими співробітниками СРСР, Москви, Казані, розвивав зв'язки з фінськими народностями з вивчення мови, історії та культури. Першим секретарем був І. Ф. Поздеєв, викладачем на загальних основах був С. П. Перевощиков.
Академічний центр створив свої філіали в селах Селти (грудень 1924), Святогорське (травень 1925). 1 лютого 1924 року центр домігся відновлення удмуртської секції у Східному видавництві у Москві. Туди були відправлені для роботи Кузебай Герд та І. Г. Векшин. Вже до 3 червня на розгляд видавничої секції поступило 82 рукописів оригінальних та переведених творів на удмуртській мові. Автори: Кузебай Герд, І.Постніков, І.Баймаов, К.Яковлев, П. М. Баграшов, П.Алєксєєв, М.Мютін, Я. І. Ільїн, О.Главатських, Ашальчи Окі, Є.Разумовська та інші (всього до 50 авторів). На 1927 рік центр припинив існувати.